# José Maria do Amaral Oliveira
José Maria do Amaral Oliveira (Belém, 7 de dezembro de 1925 – 2009) foi um militar brasileiro.
Filho de Manuel Oliveira e de Beatriz do Amaral Oliveira.
Foi chefe do Estado-Maior das Forças Armadas no governo José Sarney, de 15 de março de 1985 a 15 de setembro de 1986.
Aos 15, o jovem José Maria do Amaral Oliveira foi com os colegas de escola visitar um navio da esquadra inglesa que atracara em Belém tendo ficado muito impressionado com o garbo e organização da belonave, viu ali se firmar uma meta de vida. Seu pai desejava que ele, seu único sucessor, fosse advogado ou médico, mas o jovem perseguiu seus ideais. Dos 15 aos 83 anos -idade com que falece, devido a um câncer de esôfago, dedicou sua vida à Marinha e à aviação naval.
Almirante-de-Esquadra, galgou, com brilho o último posto do Generalato Naval e encerrou a carreira como Ministro-chefe do Estado-Maior das Forças Armadas.
Sua esposa, D. Sonia, com quem foi casado por 23 anos, conta que o marido foi indicado por Tancredo Neves e tomou posse no governo José Sarney. Além de exercer vários cargos na Marinha, foi conselheiro militar da ONU. "O maior mérito dele, e isso serve para as gerações atuais, é a questão da vocação: a importância de você sentir e depois seguir uma vocação. Ele acompanhava quase que diariamente tudo o que acontecia na aviação naval", lembra a mulher.
Segundo Sonia, o almirante Amaral, como era conhecido, ficou responsável, na Holanda, pela reforma e por trazer o primeiro porta-aviões do país: o Minas Gerais. Também ficou encarregado pela compra de fragatas brasileiras na Inglaterra. "Pouco antes de morrer, ele estava escrevendo um texto sobre a Marinha", diz. Foi citado pelo autor, Laurentino Gomes, como importante colaborador no Livro "1822".
Teve quatro filhos, 12 netos e um bisneto. Foi enterrado no Rio de Janeiro.